# Amegilla custos
Amegilla custos es una especie de abeja excavadora perteneciente al género Amegilla, categorizada en la tribu Anthophorini, de la subfamilia Apinae.
Fue descrita científicamente por el entomólogo Karl Wilhelm von Dalla Torre en 1896. Aparece registrada y publicada en una sección de Apidae (Anthophila). Catalogus Hymenopterorum Hucusque Descriptorum Systematicus Et Synonymicus, Vol. 10 de 1896.

## Distribución
Se distribuye por Europa y Asia del Norte (excluyendo China) y Asia del Sur.